# Marsdenia rivularis
Marsdenia rivularis är en oleanderväxtart som först beskrevs av Rudolf Schlechter, och fick sitt nu gällande namn av P.I. Forster. Marsdenia rivularis ingår i släktet Marsdenia och familjen oleanderväxter. Inga underarter finns listade i Catalogue of Life.